# Gianni Clerici (giocatore di baseball)
Gianni Clerici (Milano, 24 novembre 1947 – Bollate, 6 novembre 2020) è stato un giocatore di baseball italiano.
Il suo debutto sportivo risale agli anni '60. 
Profondo esperto del gioco del baseball, per il numero e la qualità delle sue giocate da mancino era nell'albo d'oro tra i giocatori detentori del record di strikeout in una sola partita.
Partecipò a tornei di caratura internazionale con la Nazionale di baseball dell'Italia a Cuba, vantando 10 presenze in azzurro e il titolo di tripla corona. Fu un pupillo di Gigi Cameroni con il quale aveva contribuito nel portare le squadre del Bollate Baseball Club e dell'Europhon Milano - Milano Baseball 1946 nella massima serie del Campionato italiano di baseball.
Risiedeva a Bollate.